# Estela de Bongseon Honggyeongsa
La Estela de Bongseon Honggyeongsa (en coreano: 봉선홍경사사적갈비) fue designada como el séptimo tesoro nacional de Corea del Sur el 12 de diciembre de 1962. 
El Templo Bongseon Honggyeongsa fue construido en 1021 durante el reinado del rey Hyeonjong que construyó el edificio de acuerdo con los deseos de su padre, el rey Anjong y porque él se inspiró en el Sutra del Loto "Bongseon", que significa "en reverencia de los deseos de mi padre", esta en el nombre del templo. La estela conmemora la construcción del templo, que fue creada en 1026, cinco años después se construyó el templo. La estela es todo lo que queda del templo.